# Логунов, Денис Юрьевич
Дени́с Ю́рьевич Логуно́в (род. 13 октября 1978, Фрунзе) — российский учёный-микробиолог, специалист в области медицинской микробиологии, доктор биологических наук (2011), академик РАН (2022). Заместитель директора по научной работе Национального исследовательского центра эпидемиологии и микробиологии имени Н. Ф. Гамалеи, заведующий лабораторией клеточной микробиологии. Лауреат Государственной премии РФ в области науки и технологий (2020).

## Биография
В 2000 году окончил биотехнологический факультет Курского государственного медицинского университета, кафедра «Биомедицинская инженерия».
В 2002 году во Всероссийском НИИ сельскохозяйственной биотехнологии защитил кандидатскую диссертацию на тему «Конструирование рекомбинантных аденовирусов птиц CELO для экспрессии генетической информации в организме млекопитающих и птиц», став кандидатом биологических наук. С 2003 года работал в НИИ вирусологии имени Д. И. Ивановского РАМН (в 2014 году был присоединён к НИИЭМ им. Н. Ф. Гамалеи.
В 2011 году в НИЦЭМ им. Н. Ф. Гамалеи защитил докторскую диссертацию на тему «Модуляция активности транскрипционных регуляторов p53 и NF-kB в условиях микоплазменной инфекции как фактор, способствующий трансформации эукариотических клеток и опухолевой прогрессии», став доктором биологических наук.
Указом Президента Российской Федерации от 13 июня 2019 г. № 274 «О награждении государственными наградами Российской Федерации» за большой вклад в развитие здравоохранения и медицинской науки, многолетнюю добросовестную работу заместитель директора по научной работе ФГБУ «НИЦЭМ им. Н. Ф. Гамалеи» Минздрава России, член-корреспондент РАН Д. Ю. Логунов награждён медалью ордена «За заслуги перед Отечеством» II степени.
В 2025 году награждён орденом Пирогова.
Автор более 140 научных работ, из них 1 монографии, 1 главы в книге, 82 статей в рецензируемых журналах, 21 патента, 6 методических указаний и рекомендаций. Ведёт разработку векторных платформ для создания рекомбинатных вирусных вакцин и генотерапевтических препаратов. Под его руководством защищены 4 кандидатские диссертации. Является руководителем группы разработки российской вакцины от коронавируса. Под его непосредственным руководством в НИЦЭМ им. Н. Ф. Гамалеи была разработана первая российская вакцина против COVID-19 (Гам-КОВИД-Вак, торговая марка «Спутник V»).